# Рочестер Хилс (Мичиген)
Рочестер Хилс (енгл. Rochester Hills) град је у америчкој савезној држави Мичиген. По попису становништва из 2010. у њему је живело 70.995 становника.

## Демографија
Према попису становништва из 2010. у граду је живело 70.995 становника, што је 2.170 (3,2%) становника више него 2000. године.
| Група             | 2000.          | 2010.          |
| Белци             | 59.917 (87,1%) | 56.818 (80,0%) |
| Афроамериканци    | 1.667 (2,4%)   | 3.228 (4,5%)   |
| Азијати           | 4.652 (6,8%)   | 7.458 (10,5%)  |
| Хиспаноамериканци | 1.576 (2,3%)   | 2.183 (3,1%)   |
| Укупно            | 68.825         | 70.995         |